# USS Chicago (SSN-721)
USS Chicago (SSN-721) — атомная ударная подводная лодка типа «Лос-Анджелес», четвёртый корабль, названный в честь города Чикаго, 145-я АПЛ США и 34-я типа «Лос-Анджелес». Была спущена на воду на верфи Newport News Shipbuilding and Dry Dock Company в Ньюпорт-Ньюс, Виргиния 13 октября 1984, окрещена миссис Вики Анн Пэйсли; введена в строй 27 сентября 1986 в военно-морской базе Норфолк, командир — коммандер Роберт Эвери (англ. Robert Avery).

## История

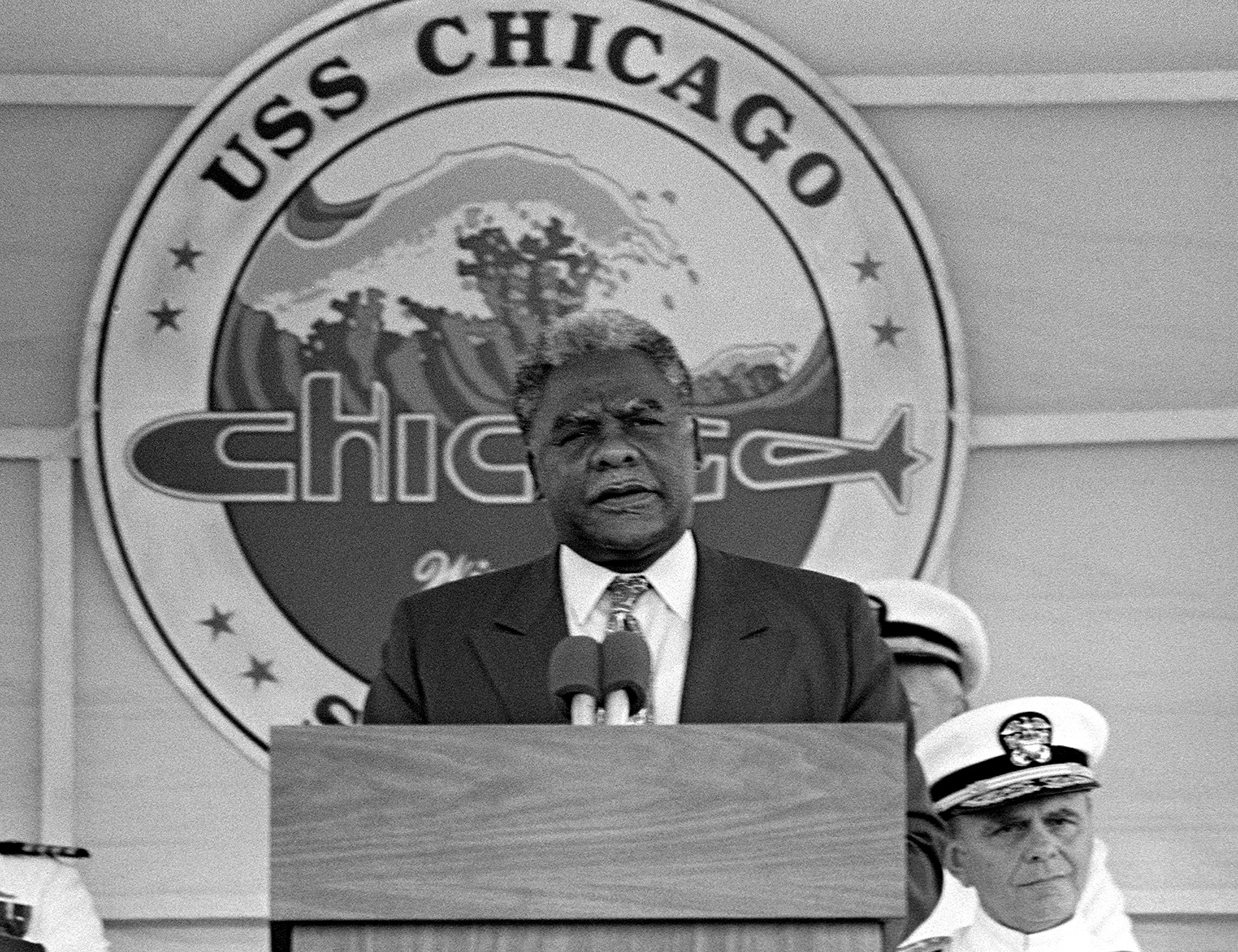
Мэр Чикаго Харольд Вашингтон на церемонии ввода в строй, 1986

В июне 1988 года USS Chicago совершил переход Панамским каналом, прибыв в Сан-Диего, Калифорния.
С момента прихода на Тихий океан корабль находится в составе Третьего дивизиона ПЛ (англ. SUBRON Three) Тихоокеанского флота США. За это время выполнил семь походов.
В 1991 году принимал участие в операции «Буря в пустыне», выполнил 32-дневное патрулирование в Красном море с ракетами «Томагавк» на борту. В 1992 году участвовал в праздновании 50-летия битвы в Коралловом море.
В 1995 году действовал в Персидском заливе в составе авианосной ударной группы во главе с USS Independence (CV-62). Выполнил заход в Бахрейн.
В 1997 году корабль сменил место базирования, перейдя из Сан-Диего в Перл-Харбор.

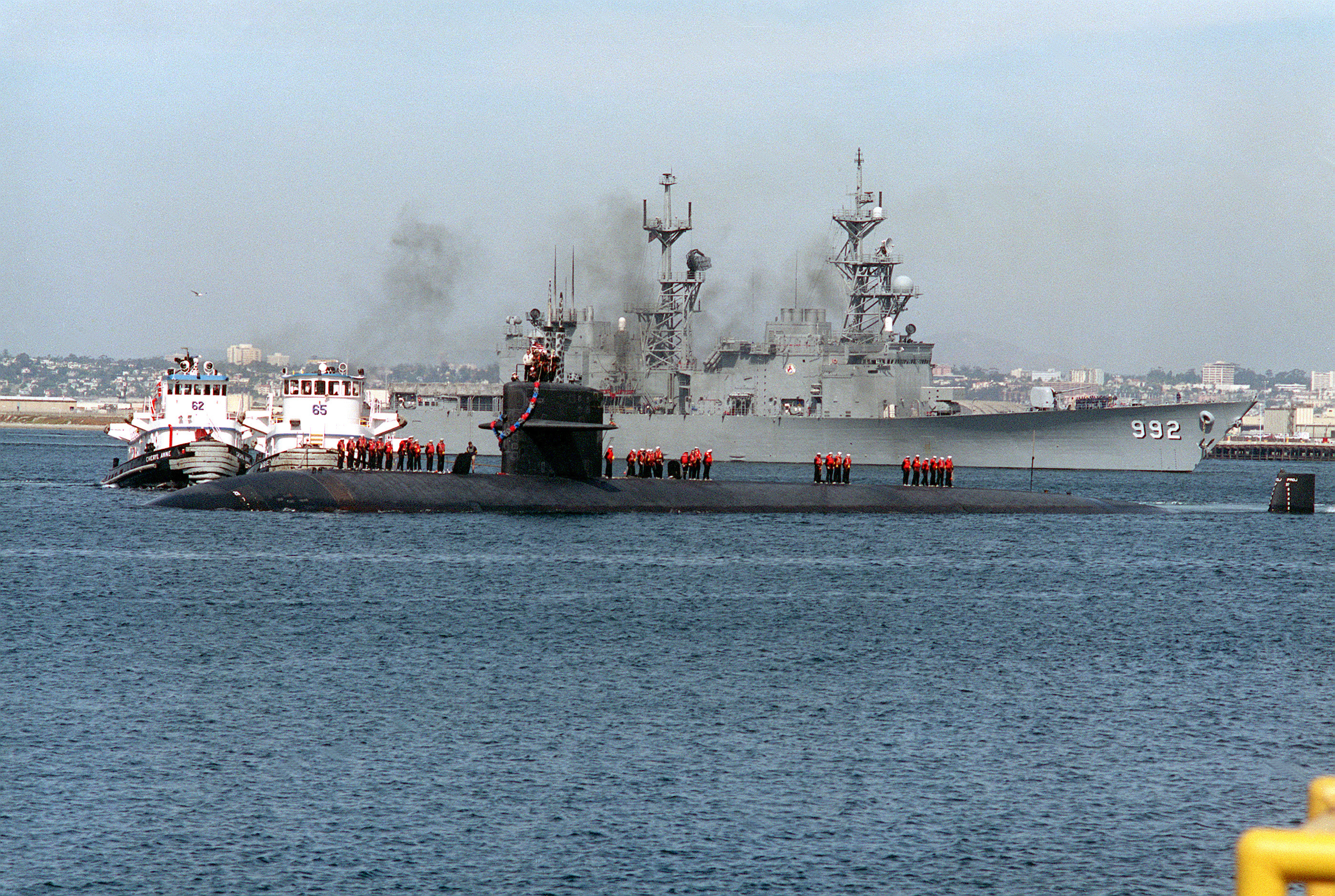
USS Chicago и USS Fletcher (DD-992) в Сан-Диего, 1991

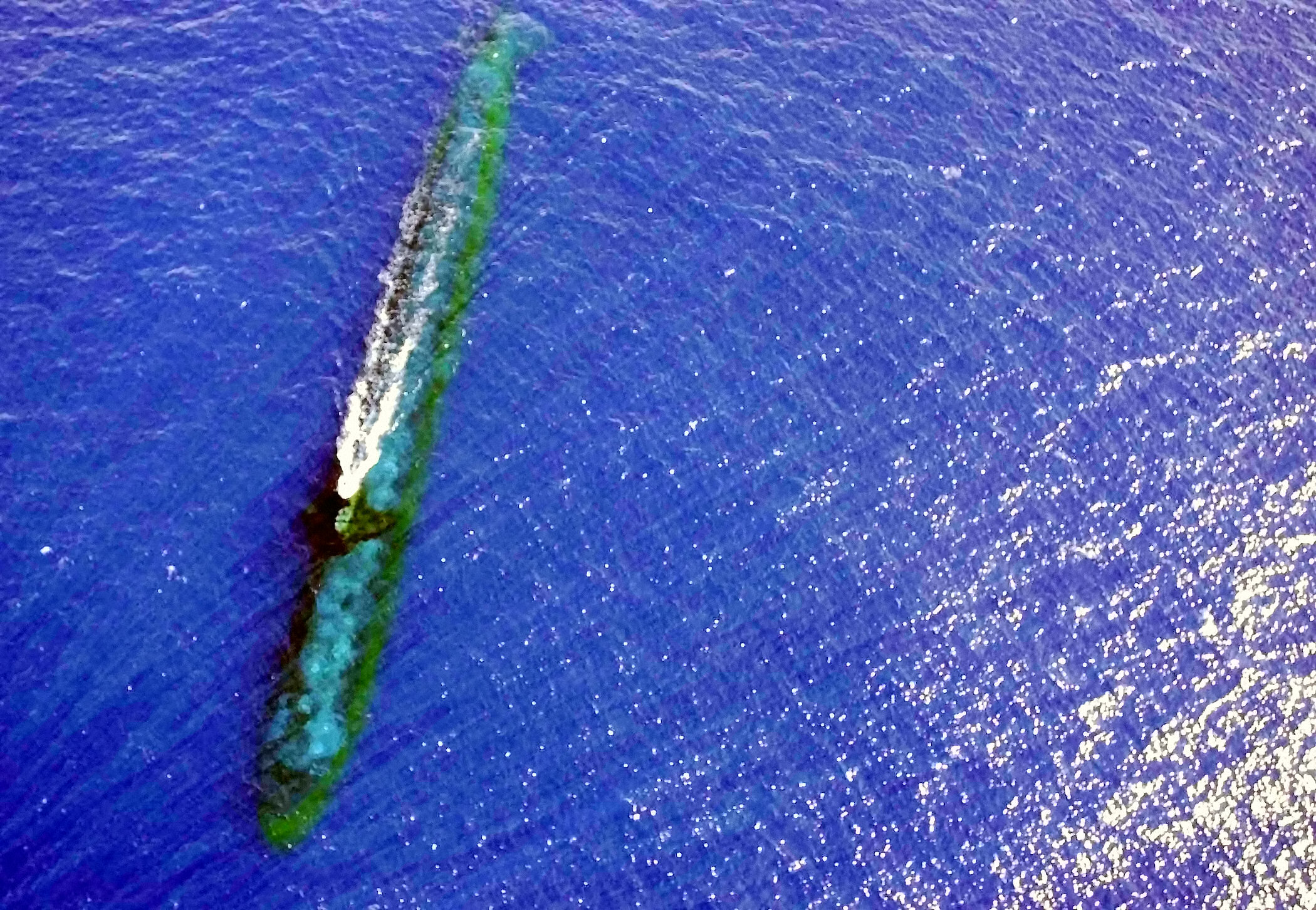
USS Chicago под перископом у побережья Малайзии, 2001

22 июля 2002, на борту корабля в базе Перл-Харбор, коммандер Крейг Селбрид официально сменил Дэниела Принса в качестве командира.
С 11 по 22 ноября корабль участвовал в годовом упражнении ANNUALEX 14G, крупном двустороннем учении в водах Японии.
6 мая 2003 года вернулся в Перл-Харбор после очередного 6-месячного похода, в ходе которого патрулировал в зоне ответственности Седьмого флота.
30 июня 2004 коммандер Рич Уортман официально сменил Крейга Селбрида в качестве командира на пирсе базы подводного флота в Перл-Харбор.
4 февраля 2005 года корабль прибыл в Бремертон, штат Вашингтон для очередного ремонта и модернизации в ремонтной базе Бангор и военно-морской верфи Пьюджет-Саунд.
29 ноября «Чикаго» вышла из Перл-Харбор назначением в зону ответственности Седьмого флота в поддержку глобальной войны с терроризмом.
30 мая 2006 года вернулась в базу, пройдя 30 514 морских миль в течение шести месяцев. За время похода совершила заходы в Гонконг, Японию, Сингапур, и на Гуам.
25 июля закончилось учение RIMPAC 2006, с участием 28 кораблей и подводных лодок, включая USS Chicago. В этом крупнейшем учении, проводимом каждые два года, участвовали восемь стран: Австралия, Канада, Чили, Перу, Япония, Южная Корея, Великобритания и США. Учение проводилось в гавайских водах.
11 августа, на борту корабля контр-адмирал Джозеф Уэлш (англ. Joseph Walsh) сменил контр-адмирала Джеффри Кассиаса (англ. Jeffrey Cassias) в качестве Командующего подводными силами Тихоокеанского флота(англ. COMSUBPAC), в ходе официальной церемонии.
В начале ноября 2006, корабль участвовал в учениях комбинированного соединения (англ. Joint Task Force Exercise, JTFEX) у южного побережья Калифорнии, в составе авианосной ударной группы во главе с USS John C. Stennis (CVN-74), в ходе подготовки к очередному походу.
27 июня 2007 корабль совершил плановый визит в Йокосука, Япония.
Полный список командиров:
- 1985—1988 — коммандер Роберт Эвери (англ. Robert Avery)
- 1988—1990 — коммандер Стэнли Стржемборски (англ. Stanley Szemborski)
- 1990—1993 — коммандер Гленн Вард (англ. Glenn Ward)
- 1993—1995 — коммандер Стивен Е. Джонсон (англ. Stephen E. Johnson)
- 1995—1997 — коммандер Дэвид М. Шуберт, мл. (англ. David M. Schubert, Jr.)
- 1997—2000 — коммандер Джон С. Мики (англ. John C. Mickey)
- 2000—2002 — коммандер Дэниел Е. Принс (англ. Daniel E. Prince)
- 2002—2004 — коммандер Крейг Селбрид (англ. Craig Selbrede)
- 2004—2006 — коммандер Ричард Уортман (англ. Richard Wortman)
- с 2006 — коммандер Рик Стонер (англ. Rick Stoner)

## Награды[1]
- Поощрение в приказе (Meritorious Unit Commendation) (трижды)
- Шеврон «E» за боевую эффективность (Submarine Squadron Battle 'E') (трижды: 1990, 1991, 1994); красный шеврон «E» за содержание техники (Engineering Red «E») (дважды: 1990, 1991)
- Экспедиционная медаль флота (Navy Expeditionary Medal)
- Медаль За оборону страны (National Defense Medal)
- Экспедиционная медаль Вооруженных сил (Armed Forces Expeditionary Medal)
- Медаль За службу в Юго-восточной Азии (Southwest Asian Service Medal) (дважды)
- Нашивка за службу в море (Sea Service Ribbon) (трижды)
- Медаль За освобождение Кувейта (саудовская) (Kuwait Liberation Medal)
- Медаль За освобождение Кувейта (кувейтская)
- Упоминание в приказе по флоту (Navy Unit Commendation)
- Награда командующего флотом «Золотой якорь» (CINCPACFLT Golden Anchor Awards)
- Приз имени Арли Берка (Arleigh Burke Fleet Trophy) (1994)